# Tilbage til Cold Mountain
Tilbage til Cold Mountain (original: Cold Mountain) er en amerikansk film fra 2003 instrueret og skrevet af Anthony Minghella og produceret af Sydney Pollack. Filmen er baseret på romanen af sammen navn af Charles Frazier, og blev nomineret til flere Oscars, bl.a. Oscar for bedste mandlige hovedrolle (Jude Law), og vandt en Oscar for bedste kvindelige birolle (Renée Zellweger).

## Handling
Om morgenen den 30. juli 1864, ligger Inman og læser breve omgivet af andre konfødererede soldater forskanset ved belejringen af Petersburg, mens den unge Oakley kører rundt med en trillebør og uddeler tøj. Soldaterne, de fleste er garvede soldater efter at have deltaget i krigen i 3 år, keder sig da en kanin løber mellem dem, og jagten går ind på frisk kaninkød. I mellemtiden har den anden hær gravet en tunnel som de fylder med krudttønder, og resten af deres hær ligger og venter på at angrebet skal gå i gang. Mens Inman ser på sine kammerater der jagter kaninen springer krudtet, og mange bliver slået ihjel af den kraftige eksplosion. Inman og Oakley komme fortumlet op fra deres skyttegrav, og ser deres fjender, men da skyttegraven er sprængt er de fanget. De konfødererede begynder at skyde, men pludselig bliver den unge Oakley trukket ned til fjenderne, og Inman følger efter for at hjælpe ham, men Oakley, bliver hårdt såret af bajonetter. Kampen slutter med sejrer til sydstaterne, og da oprydningen af de døde og sårende begynder følger Inman med den hårdt såret Oakley, der bliver ført til hospitalet på en vogn. Senere samme dag dør Oakley af sine skader, mens kammeraterne Inman og Stobrod Thewes er ved siden af ham.
Den næste nat bliver Inman, Swimmer, og hans deling sendt ud for hævne deres sårende og dræbte kammerater, da de bliver fanget bag fjendens linjerne, og der bliver åbnet ild. Inman bliver hårdt såret, da han prøver at trækker en af sine kammerater, der er blevet skudt, væk fra ilden. Mens Inman ligger på hospitalet får han et brev fra Ada, som bliver læst højt for ham af fru Morgan. Ada beder ham om at stoppe med at kæmpe, marchere og komme hjem til hende, og Inman, hvis sår næsten er helet beslutter sig for at desertere og vende hjem til Cold Mountain.
På sin rejse møder han den korrupte prædikant Veasey, der er ved at drukne sin sorte tjenestepige, der er blevet gravid. Inman stopper Veasey, og forlader ham bundet så byen kan afgøre hans skæbne. Senere møder Inman dog Veasey igen, der er blevet smidt ud af sit sogn, og de følges ad. De møder en ung mand ved navn Junior, der har fundet sin ko druknet, og de tre får sammen parteret koen og Junior inviterer dem med sig hjem til middag som tak. Junior forlader huset efter middagen, og kvinderne i huset forføre Veasey, mens Juniors kone, Lila, forsøger at forføre Inman. Junior vender kort efter tilbage med myndighederne og både Inman og Veasey bliver taget til fange.
Inman og Veasey bliver lænket sammen, med andre, men Inman får dog mulighed for at flygte da de alle skal gemme sig, men bliver skudt og hans gamle sår bryder op, mens Veasey bliver dræbt. En gammel, klog, kone finder ham og plejer ham rask
Inman siger farvel til den kloge kone, og forsætter rejsen hjem hvor han, da han skal finde et natlogi møder en sørgende ung enke ved navn Sara som er alene med sit lille spædbarn. Den næste morgen må Inman skynde sig væk fra fjenden banker på døren hos Sara, men når dog ikke langt da han opdager at de tre mænd prøver at voldtage Sara, og udsætter hendes barn for farer. Inman vender tilbage hvor han dræber 2 af soldaterne, mens en 3. får lov at løbe, men bliver skudt af en rasende Sara .
Mens Inman går igennem alt det, står Ada overfor helt andre udfordringer. Hun er sammen med sin far, den gamle præst, flyttet til en gård i landdistriktet Black Cove, men har svært ved det huslige da hun er blevet opdraget som dannet dame. Kort efter far og datter flyttede dertil mødte Ada håndværkeren Inman, og starten på et forhold starter, men får brat en ende da krigen bryder ud. Til afsked forærer Ada Inman en bog og et billed af sig selv, om Inman gennem den lange adskillelse henter styrke og håb fra. Adas far dør, dog, og pludselig står hun på helt egne ben. Hun formår at overleve takket være hendes venlige naboer, der sender hende den unge Ruby Thewes som hjælp. Ruby er en ung kvinde, der har levet et hårdt liv, men hun er meget dygtig til de opgaver der er forbundet med at drive en gård. Ruby bor på gården sammen med Ada, og Ruby lærer Ada op, og de forvandler gården fra katastrofe til orden. .
De to kvinder får snart et fortroligt venskab, og da gården begynder at give mad deler de det med naboerne Swangers, der gav Ada en hjælpende hånd da det så værst ud. 
Under krigen bliver de unge kvinder og andre andre medlemmer af deres samfund chikaneret af hjemmeværnet, der ledes af Teague, hvis bedstefar engang ejede en stor del af Cold Mountain, der vil have Ada og hendes gård. Selvom formålet med hjemmeværnet er at beskytte bliver de voldelige, der jager og ofte dræber desertører og terrorisere borgerne, hvor de mener at desertørerne gemmer sig. Dette kommer til at gå ud over Swangers, da Teague og hans mænd torturere deres far og mor, og dermed lokker dem ud af deres skjul hvor de dræber dem. Ada og Ruby finder de dræbte 
Rubys far Stobrod, som har givet hende en hård opvækst, er også desertør og spiller desuden violin, prøver at stjæle mad fra Ruby og Ada, hvilket Ruby bliver rasende over. Han får dog en frakke, og Ruby møder mandolin spilleren Georgia og mandolinspilleren Pangle, der også følges med Stobrod. 
Stobrod, og Pangle bliver fanet af Teague og hans mænd, mens det lykkes Georgia at holde sig skjul, og dermed bliver vidne til nedskydningen af Pangle og Stobrod. Han flygter til Black Cove Farm, hvor han fortæller om det til Ruby og Ada, der skynder sig ud for at finde de døde. Der opdager de at det kun er Pangle der er død, mens Stobrod er blevet hårdt såret. Ada hjælper Ruby med at fjerne en kugle fra Stobrod ryg, og de beslutter at søge ly i nogle skovhytter for at undgå Teague og hans mænd .
Inman kommer endelig til Cold Mountain, hvor han næsten bliver dræbt af Ada før hun genkender ham. 
Teague og hans mænd opdager dog den lille flok, hvor de er fast besluttet på at dræbe Inman da de opdager at han er desertør. Inman skyder og dræber den unge og voldelige Bosie, men bliver selv dødeligt såret, og han udånder i Adas arme
Filmen slutter flere år senere med Ada, Ruby og deres familier der fejrer påske. Ruby har giftet sig med Georgia, og de har sammen en lille pige, og et spædbarn. Ada har også fået et barn efter hendes nat med Inman, og den lille pige får fået navnet, Grace Inman.

## Medvirkende
- Jude Law – W. P. Inman
- Nicole Kidman – Ada Monroe
- Renée Zellweger – Ruby Thewes
- Eileen Atkins – Maddy
- Kathy Baker – Sally Swanger
- James Gammon – Esco Swanger
- Brendan Gleeson – Stobrod Thewes
- Philip Seymour Hoffman – Pastor Veasey
- Charlie Hunnam – Bosie
- Cillian Murphy – Bardolph
- Natalie Portman – Sara
- Giovanni Ribisi – Junior
- Donald Sutherland – Pastor Monroe
- Ethan Suplee – Pangle
- Jack White – Georgia
- Ray Winstone – Teague
- Lucas Black – Oakley
- Emily Deschanel – Fru Morgan
- Melora Walters – Lila
- Taryn Manning – Shyla
- Richard Brake  – Nym